# Hamilton Academical F.C.
Hamilton Academical – szkocki klub piłkarski z siedzibą w Hamilton, grający w Scottish League One. Przydomek klubu to „The Accies”, a główną barwą - czerwony. Hamilton gra mecze na New Douglas Park, posiadającym 6 078 krzesełek. 
Największymi rywalem z racji położenia geograficznego są Motherwell, Airdrie United i Albion Rovers - mecze pomiędzy tymi zespołami określa się jako Lanarkshire derby.

## Sukcesy
- Scottish Challenge Cup (2): 1991/92, 1992/93

## Skład zespołu
Stan na 6 września 2015
| Nr | Poz. | Piłkarz                              |
| -- | ---- | ------------------------------------ |
| 1  | BR   | Michael McGovern                     |
| 2  | OB   | Ziggy Gordon                         |
| 3  | OB   | Antons Kurakins                      |
| 4  | OB   | Michael Devlin                       |
| 5  | OB   | Martin Canning (kapitan)             |
| 6  | PO   | Grant Gillespie                      |
| 7  | PO   | Dougie Imrie                         |
| 8  | PO   | Chris Turner                         |
| 9  | NA   | Alexandre D'Acol                     |
| 10 | PO   | Daniel Redmond                       |
| 11 | PO   | Ali Crawford                         |
| 12 | PO   | Gramoz Kurtaj                        |
| 14 | NA   | Carlton Morris (wyp. z Norwich City) |

| Nr | Poz. | Piłkarz             |
| -- | ---- | ------------------- |
| 17 | PO   | Louis Longridge     |
| 18 | NA   | Darian MacKinnon    |
| 19 | BR   | Darren Hill         |
| 20 | NA   | Eamonn Brophy       |
| 21 | PO   | Greg Docherty       |
| 22 | PO   | Darren Lyon         |
| 23 | OB   | Scott McMann        |
| 24 | OB   | Jesús García        |
| 26 | BR   | Alan Martin         |
| 27 | NA   | Christian Nadé      |
| 44 | OB   | Lucas               |
|    | OB   | Jamie Sendles-White |